# John Gillies (botaniste)
Pour les articles homonymes, voir John Gillies et Gillies.
John Gillies (1792 – 24 novembre 1834) est un médecin de marine écossais qui devint plus tard explorateur et botaniste, principalement en Amérique du Sud.

## Biographie
John Gillies est né en 1792, fils de John Gillies et de Helen Fraser, et grandit dans les Orcades. En 1806, il est envoyé à l'université d'Édimbourg où il étudie la médecine. Il embarque ensuite en tant que chirurgien à bord du HMS Partridge (en) avec lequel il participe aux guerres napoléoniennes. À la fin de la guerre, il rentre à Édimbourg et devient membre de la Royal Medical Society. Il se rend ensuite pour quelque temps à Londres afin d'y poursuivre des recherches en ophtalmologie puis présente le résultat de ses travaux dans une thèse qu'il soutient le 1er août 1817 à Édimbourg.
De retour dans les Orcades où il pratique la médecine, il passe une partie de son temps libre à étudier la botanique et participe à de nombreuses excursions botaniques en compagnie de son ami Alexander Duguid avec qui il publiera plus tard un herbier intitulé Flora Orcadensis. Souffrant de tuberculose pulmonaire, il quitte le pays en 1820 pour l'Amérique du Sud afin d'y bénéficier d'un climat plus favorable.
Il commence à herboriser dans la région de Buenos Aires en Argentine puis entreprend de traverser l'Amérique du Sud d'est en ouest pour y collecter des spécimens qu'il destine à Robert Brown. Après son voyage à travers le pays qu'il réalise durant l'année 1821, il s'installe à Mendoza et poursuit ses explorations botaniques dans la région.